# 토니 클리프

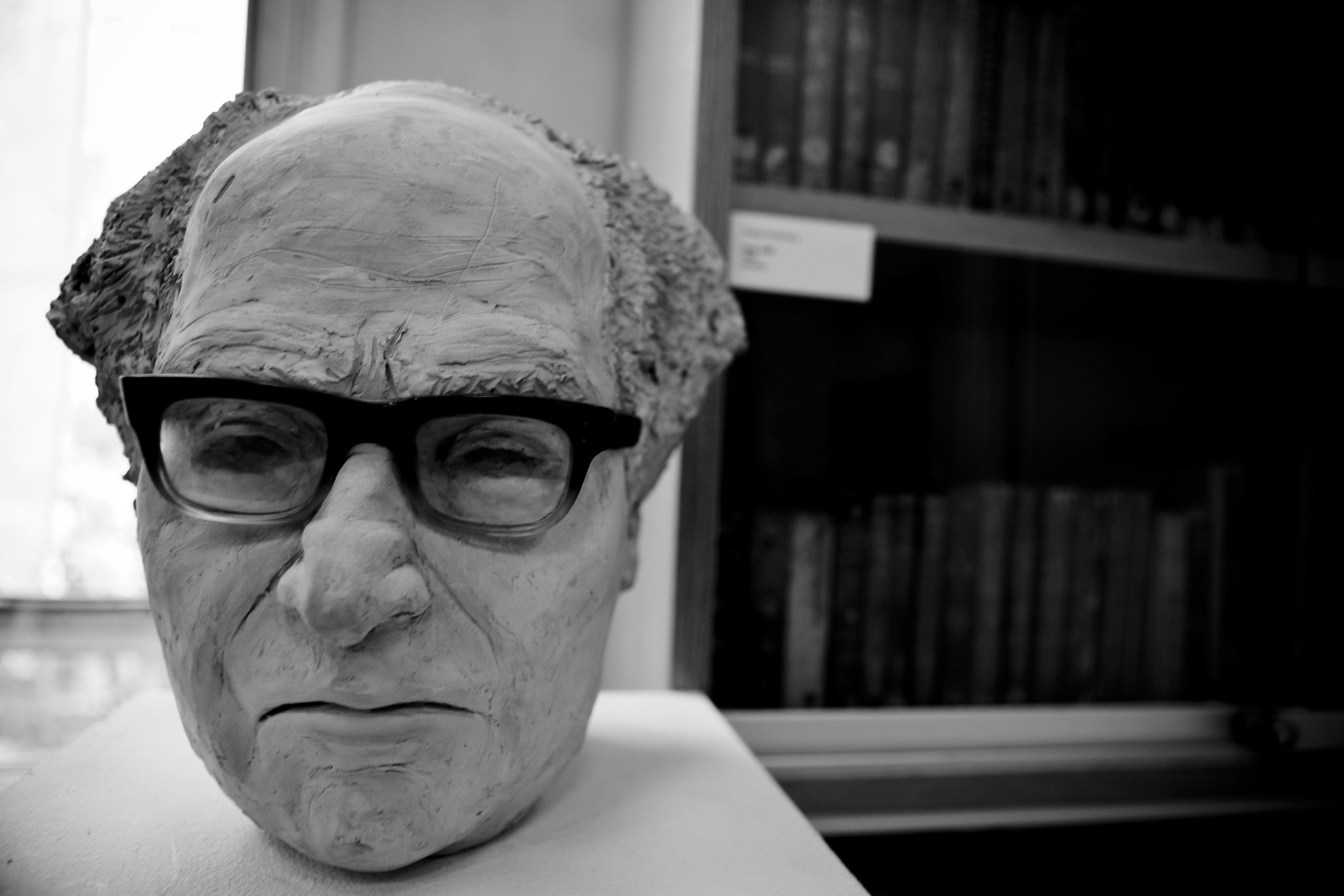

토니 클리프(Tony Cliff, 1917년 5월 20일 ~ 2000년 4월 9일)는 트로츠키주의 정치 이론가이자 영국 사회주의 노동자당의 활동가였다. 팔레스타인의 유대인 시온주의자 집안에서 이가엘 글룩슈타인(Yigael Gluckstein)이라는 이름으로 태어났다. 클리프는 영국에 이주한 이후 마르크스주의적인 관점에서 시오니즘을 거부하고 트로츠키주의자가 됐다. 이후 그는 이름을 수동의 의미인 이가엘("되찾아 지리라")에서 능동의 의미인 이갈(Y'gal, "되찾으리라")로 바꿨다. 그러나 그의 필명인 '토니 클리프'로 훨씬 더 잘 알려져 있다.

## 생애
그는 젊은 시절부터 스스로 공산주의자를 자처했다. 하지만 사회주의 활동가가 되기 이전 팔레스타인 공산당의 구성원들을 만난 바가 없기 때문에 공산당원이 되지는 않았다. 대신 그는 사회주의적 시오니즘(socialist Zionism) 단체인 Hashomer Hatzair에 가입했다. 1933년 그는 트로츠키주의자이자 공인된 시온주의 반대자가 됐다. 이후 그는 다른 Hashomer Hatzair의 구성원들과 함께 비합법 조직이었던 팔레스타인 혁명적 공산주의자 동맹에 가입했다. 이로 인해 그는 부득이하게 세 가지 언어로 된 몇 가지 가명을 사용했다.
제2차 세계 대전 기간 동안 글룩슈타인은 팔레스타인을 점령하고 있던 영국군에 의해 수감됐다. 석방된 이후인 1947년에는 영국으로 건너갔지만 시민권을 얻을 수는 없었고 무국적자로 남게 됐다. 그는 한동안 아일랜드로 추방되었고, 영국 시민권자인 아내 샤니 로젠버그(Chanie Rosenberg) 덕택으로 거주권(residency)만을 얻을 수 있었다. 그는 런던에 머무르면서 혁명공산당 (영국)의 공동지도자가 되어 활발히 활동했다. 많은 경우 그는 혁명공산당의 지도자 자크 해스턴(Jock Haston)을 뒷받침했다. 또한 글룩슈타인은 소련이 점령한 국가들과 혁명공산당의 정파로 출발한 공산당의 성격에 대한 논쟁에 참여했다. 이러한 논쟁은 영국의 국유화된 산업에 대한 논쟁과 점점 위험한 지경에 빠지고 있던 해스턴과 혁명공산당의 태도에 대한 논쟁을 불러왔다. 특히 중앙유럽, 유고슬라비아 지역에 있어서 제4인터내셔널의 지도력에 대한 부분이 중요했다.
혁명공산당의 분열 이후 그의 지지자들은 제리 힐리(Gerry Healy)의 더 클럽(The Club)에 가담했다. 하지만 글룩슈타인 본인은 아일랜드로 추방당한 상태였기에 참여할 수 없었다. 1950년에 그는 월간 사회주의 평론(Socialist Review)을 발간하는 '사회주의 평론 그룹'의 발족에 기여했다. 1950년대 동안 글룩슈타인은 주로 이 월간지에 글을 기고했다.
아일랜드 추방 기간 동안 그는 로저 테넌트(Roger Tennant)라는 가명을 사용했다. 로자 룩셈부르크에 관한 그의 첫 소책자가 1959년에 발간됐는데, '토니 클리프'라는 이름이 여기서 처음 사용된 것으로 보인다. 이 외에도 그는 여러 가지 가명을 사용했다. 1960년대 동안 클리프는 계간 '국제 사회주의(International Socialism)'에 본명인 이가엘 글룩슈타인 대신 사크리(Sakhry), 리 록(Lee Rock), 로저, 로저 테넌트 등의 가명으로 평론을 썼다.
1962년 그의 조직은 '국제 사회주의자'(International Socialists)로 개칭했다. 1960년에는 조직원이 채 100명도 되지 않았으나, 1977년에는 대략 3천 명 정도의 조직원을 확보한 것으로 알려졌다. 이 시점에서 '국제 사회주의자'는 사회주의 노동자당(Socialist Workers Party)으로 재편성됐다. 클리프는 2000년에 사망할 때까지 사회주의 노동자당의 지도적인 구성원이었다. 현재 사회주의 노동자당은 영국 내에 가장 큰 혁명 정당이며, 국제 사회주의자 경향(International Socialist Tendency)를 주도하는 집단이다. 클리프 스스로가 밝히고 있듯, 그의 일대기는 그가 주도했던 조직의 역사와 따로 떼어서 생각할 수 없다.

## 사상
클리프의 이론적 저작의 대부분은 사회주의 노동자당의 당면 과제에 초점이 맞춰져 있다.
클리프는 소련과 그 완충국(buffer states)를 국가 자본주의로 파악하는 이론을 폈다. 당시 제4인터내셔널은 소련을 '타락한 노동자 국가'로 보았다. 제4인터내셔널은 1951년까지는 완충국들이 자본주의 국가였다는 입장을 견지했다. 사실 제4인터내셔널의 지도자 중 하나인 에르네스트 만델(Ernest Mandel)이 말했던 것처럼 소련과 완충국이 모두 자본주의 국가이거나 노동자 국가라는 관점은 분명히 잘못된 것처럼 보였으며, 제4인터내셔널 내에서는 지지를 받지 못하는 관점이었다. 하지만 얼마 지나지 않아 만델은 소련과 완충국이 모두 노동자 국가라는 관점을 수용했다.
그 때부터 대부분의 트로츠키주의 조직들은 스탈린주의 당에 장악된 국가들을 일종의 노동자 국가로 봤다. 국가 계획과 재산의 국가 소유로 특징지워지는 소련 여타 스탈린주의 국가들(중앙유럽 등)은 각각 '타락한 노동자 국가'(degenerated workers' state), '기형적 노동자 국가'(deformed workers' state)로 여겨졌다. 많은 경우 클리프는 이러한 주장에 동의하지 않았다. 비록 다른 이론가들이 클리프의 국가자본주의 이론을 차용하여 관료적 집산주의(bureaucratic collectivism) 등의 이론을 폈지만(이는 이후 막스 샤흐트만의 지지자들에게 차용된다), 클리프 자신 샤흐트만의 영향을 부정했다. 1950년대에 클리프의 조직은 영구군비경제(permanent arms economy) 이론을 발전시키기도 했다.
그 외에도 클리프는 "엇나간 영구혁명"과 사회개량주의의 사회적 뿌리에 대한 이론을 발표한 바 있고, 이는 국제 사회주의자 조직의 이론의 중심이 되고 있다.

## 가족 관계
클리프의 부인인 샤니 로젠버그 역시 사회주의 평론 그룹, 국제 사회주의자, 사회주의 노동자당 등에 참여했다. 로젠버그는 조직의 발간물에 참여하는 한편으로 전국교원노조에서도 활동했다. 클리프 부부 사이에서는 네 명의 자식이 태어났는데, 그 중 세명이 현재 사회주의 노동당의 당원이다. 나머지 한 명인 도니 글룩스타인은 아버지와 공동저술한 책을 펴낸 바 있다.

## 같이 보기
- 영구 혁명
- 국가자본주의